# Rivière Courjolle
Rivière Courjolle är ett vattendrag i Haiti.   Det ligger i departementet Ouest, i den centrala delen av landet, 30 km nordväst om huvudstaden Port-au-Prince.